# 弗雷讷-科韦维尔
弗雷讷-科韦维尔（法語：Fresne-Cauverville，法語發音：[fʁɛn kovɛʁvil]）是法国厄尔省的一个市镇，位于该省西部偏北，属于贝尔奈区。该市镇于1844年由原市镇弗雷讷圣母村（Notre-Dame-de-Fresne）和略万地区科韦维尔（Cauverville-en-Lieuvin）合并而成。

## 地理
弗雷讷-科韦维尔（49°12'4"N, 0°27'52"E）面积6.15 平方千米，位于法国诺曼底大区厄尔省，该省份为法国北部内陆省份，北起滨海塞纳省，西接奧恩省和卡爾瓦多斯省，南至厄尔-卢瓦省，东临瓦兹省、瓦兹河谷省和伊夫林省。
与弗雷讷-科韦维尔接壤的市镇（或旧市镇、城区）包括：巴约勒拉瓦莱、略万地区厄德勒维尔、莫兰维尔-茹沃、诺阿尔、圣欧班德塞隆。
弗雷讷-科韦维尔的时区为UTC+01:00、UTC+02:00（夏令时）。

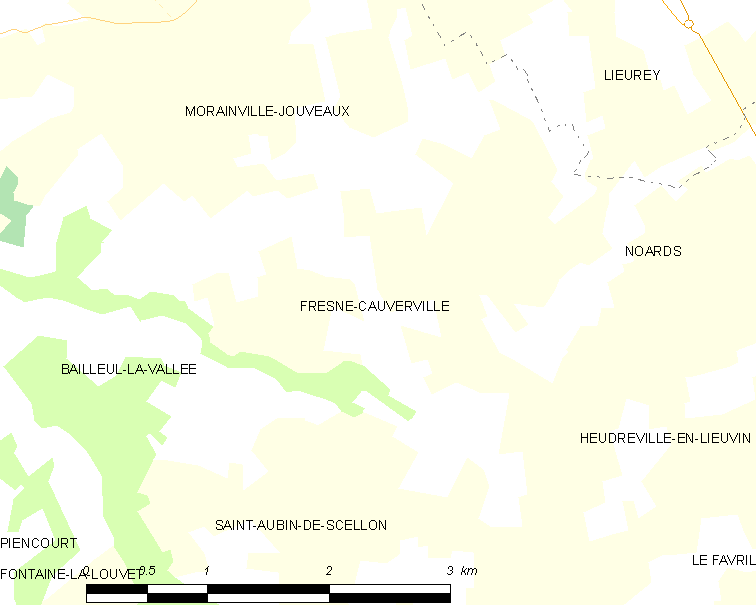
弗雷讷-科韦维尔的OSM定位图

## 行政
弗雷讷-科韦维尔的邮政编码为27260，INSEE市镇编码为27269。

## 政治
弗雷讷-科韦维尔所属的省级选区为伯兹维尔县。

## 人口

1962-2008年间弗雷讷-科韦维尔人口变化图示

弗雷讷-科韦维尔于2022年1月1日时的人口数量为190人。